# 나비의 모험
《나비의 모험》은 픽스트랜드에서 제작한 만화가인 김보통의 작품을 원작으로 한 대한민국의 애니메이션이다. 2023년 5월 6일부터 10월 28일까지 SBS TV에서 매주 토요일에 방영했다.

## 방영 일시
| 방송 채널 | 방송일                     | 방송 시간 |
| --------- | -------------------------- | --------- |
| SBS TV    | 2023년 5월 6일 ~ 10월 28일 | 종료      |

## 등장 인물
- 나비(고양이)
- 검둥이(고양이)
- 까돌이(까마귀)
- 엉금이(거북이)
- 구구(비둘기)
- 똘똘이(개)
- 민송
- 지완

## 목소리 출연
- 장은숙: 나비
- 장경희: 검둥이
- 조예신: 까돌이
- 하미경: 엉금이
- 조연우: 구구

## 방영 목록
| 회차       | 제목               | 방송 일자        |
| ---------- | ------------------ | ---------------- |
| 1화        | 가족의 탄생        | 2023년 5월 6일   |
| 2화        | 응가는 미리미리    | 2023년 5월 13일  |
| 3화        | 엄마를 도와드리자  | 2023년 5월 20일  |
| 4화        | 씻는 게 너무 싫어  | 2023년 5월 27일  |
| 5화        | 더위 탈출          | 2023년 6월 3일   |
| 6화        | 장화 신은 고양이   | 2023년 6월 10일  |
| 7화        | 사라진 방석        | 2023년 6월 17일  |
| 8화        | 손을 씻지 않으면   | 2023년 6월 24일  |
| 9화        | 추석과 냥냥절      | 2023년 7월 1일   |
| 10화       | 크리스마스 선물    | 2023년 7월 8일   |
| 11화       | 새해 소원          | 2023년 7월 15일  |
| 12화       | 우리 우리 설날은   | 2023년 7월 22일  |
| 13화       | 가족이란           | 2023년 7월 29일  |
| 14화       | 꽃구경이 가고 싶어 | 2023년 8월 5일   |
| 15화       | 꽃피는 봄날에      | 2023년 8월 12일  |
| 16화       | 똘똘이와 엉금이    | 2023년 8월 19일  |
| 17화       | 여름휴가 가는 길   | 2023년 8월 26일  |
| 18화       | 운수 좋은 날       | 2023년 9월 2일   |
| 19화       | 새로운 가족        | 2023년 9월 9일   |
| 20화       | 다투고 사과하기    | 2023년 9월 16일  |
| 21화       | 나비의 가을        | 2023년 9월 23일  |
| 22화       | 명탐정 김지완      | 2023년 9월 30일  |
| 23화       | 채소와 친해지기    | 2023년 10월 7일  |
| 24화       | 마음을 전하는 일   | 2023년 10월 14일 |
| 25화       | 천천히 가까이      | 2023년 10월 21일 |
| 최종화(26) | 겨울이 싫다냥      | 2023년 10월 28일 |